# Rębów (Mazovie)
Pour les articles homonymes, voir Rębów.
Rębów (prononciation : [ˈrɛmbuf]) est un village polonais de la gmina de Gostynin dans le powiat de Gostynin de la voïvodie de Mazovie dans le centre-est de la Pologne.
Le village possède une population de 176 habitants en 2011.

## Histoire
De 1975 à 1998, le village appartenait administrativement à la voïvodie de Płock.